# Müncheberg
Müncheberg er en by i Landkreis Märkisch-Oderland i den tyske delstat Brandenburg beliggende øst for Berlin. Byen, der er grundlagt i det 13. århundrede, er kendt for sine forskningsinstitutioner inden for landbrug, i DDR-tiden Akademie der Landwirtschaftswissenschaften der DDR (AdL) og i dag Leibniz-Zentrum für Agrarlandschaftsforschung (ZALF)) .

## Geografi
Müncheberg ligger halvvejs mellem Berlin og den tysk-polske grænse ved floden Oder ved udkanten af Märkische Schweiz. Nærheden til Märkischen Schweiz og byerne Waldsieversdorf og Buckow sammen med flere badesøer (blandt andet ved landsbyerne Obersdorf og Münchehofe) gør kommunen til et meget anvendt udflugtsmål. Nordvest for Münchehofe og Hermersdorf grænser kommunen til Naturschutzgebiet Stobbertal.

## Inddeling
I bykommunen Müncheberg ligger følgende bydele og landsbyer:
- Eggersdorf
- Hermersdorf
- Hoppegarten (ikke at forveksle med kommunen Hoppegarten, som også ligger i Landkreis Märkisch-Oderland)
- Jahnsfelde
- Müncheberg med bydelene Bienenwerder, Dahmsdorf, Heidekrug, Marienfeld, Philippinenhof og Schlagenthin
- Münchehofe (ikke at forveksle med Münchehofe i kommunen Hoppegarten, ligeledes i Landkreis Märkisch-Oderland)
- Obersdorf
- Trebnitz